# 乳泉井酒
乳泉井酒是廣西桂平出产的一种浓香型白酒，源于1950年9月9日当局将当地六家私营酒坊合并成立的桂平酒厂。酒厂产品原为“桂酒”，2003年改制被澳门金门金开富集团有限公司收购。除浓香型白酒外，尚有动植物保健酒。